# 劉永清

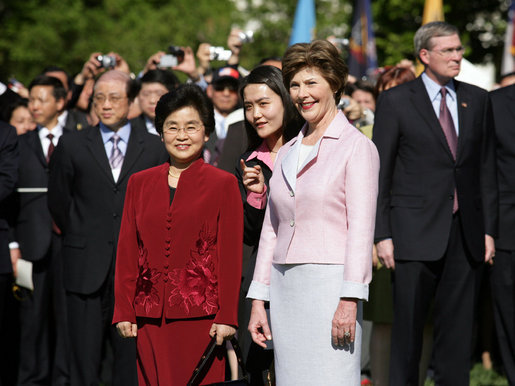
かつてのアメリカ合衆国のファーストレディー、ローラ・ブッシュとともにホワイトハウスにて(2006年撮影、赤い服を着ているのが劉永清)

劉 永清（りゅう えいせい、リュウ・ヨンチン、1940年〈民国29年〉10月3日 - ）は、元中国共産党総書記および元中華人民共和国最高指導者である胡錦濤の妻。
伝統的にファーストレディーとして求められる役割は主に国内向けのものであったが、国家指導者による外遊が増えるにつれ変わっていった。劉永清は夫の外国公式訪問に連れ立ち、世界中の慈善団体や文化施設を私的訪問した。

## 来歴
劉永清は1940年に重慶で生まれ、巴蜀中学に通った。後に夫となる胡錦濤とは北京の清華大学で出会った（夫は2学年下）。その後劉永清は北京都市計画委員会で働いた。
胡錦濤とは1970年4月に結婚した。
夫と同様、劉永清の来歴や背景は海外では余り広くは知られていない。胡錦濤が党総書記になるまで、劉永清は実質上全く世間の耳目を集めなかった。胡錦濤自身も注目されることは好まず、政治的キャリアの中でも世間の関心を避ける傾向があった。

## 子供
胡錦濤との間に1971年と1972年に胡海峰と胡海青の一男一女を儲けており、2人とも清華大学で教育を受けた。胡海峰はビジネスマンをしていたが、のち政界に入り、現在は浙江省嘉興市の市長を務めている。娘の胡海清は2003年に33歳で茅道林と結婚した。